# Monterreymakreel
De Monterreymakreel (Scomberomorus concolor) is een straalvinnige vis uit de familie van de makrelen (Scombridae) en behoort derhalve tot de orde van baarsachtigen (Perciformes). De vis kan maximaal 77 cm lang en 3600 gram zwaar worden.

## Leefomgeving
De monterreymakreel komt in zeewater en brak water voor. De vis prefereert een subtropisch klimaat en leeft hoofdzakelijk in de Grote Oceaan. De soort komt voor op dieptes tussen 0 en 15 m.

## Relatie tot de mens
De Monterreymakreel is voor de visserij van aanzienlijk commercieel belang. In de hengelsport wordt er weinig op de vis gejaagd.